# Gelenau/Erzgeb.
Gelenau/Erzgeb. est une commune de Saxe (Allemagne), située dans l'arrondissement des Monts-Métallifères, dans le district de Chemnitz.

## Jumelage
- Hasbergen (Allemagne) depuis 1990
- Skørping (Danemark) depuis 1996
- Nové Sedlo (Louny) (Tchéquie) depuis 1999
- Nagyhegyes (Hongrie) depuis 2000
- Parry Sound (Canada) depuis 2001